# Julie Goldman

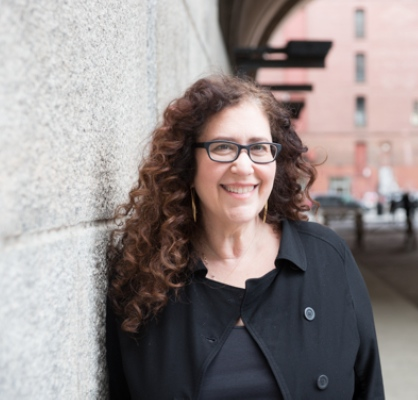
Julie Goldman

Julie Goldman (* vor 1997 in New York City, New York) ist eine US-amerikanische Filmproduzentin im Bereich des Dokumentarfilms.

## Karriere
Ihre Karriere begann 1997 als Filmproduzentin für den Film Free Floaters. In den 2000er Jahren wirkte sie als Produzentin für eine Reihe von Dokumentarfilmen mit. Goldman gründete im Jahr 2009 das Unternehmen Motto Pictures.
Für ihre Mitwirkung bei dem Film Manhunt – Die Jagd auf Bin Laden erhielt sie einen Emmy in der Kategorie Outstanding Documentary or Nonfiction Special und war bereits zwei weitere Mal für diese Auszeichnung nominiert. Bei der Oscarverleihung 2017 erhielt Goldman mit Roger Ross Williams in der Kategorie „bester Dokumentarfilm“ eine Oscar-Nominierung für den Film Life, Animated. Ihre zweite Nominierung bei den Oscars erhielt sie bei der Oscarverleihung 2018 für den Film Abacus: Small Enough to Jail.
Julie Goldman gehört der Producers Guild of America und ist Mitglied der Academy of Motion Picture Arts and Sciences.

## Filmografie (Auswahl)
- 1997: Free Floaters
- 2006: Fußball vom anderen Stern – Die Geschichte von Cosmos New York (Once in a Lifetime: The Extraordinary Story of the New York Cosmos)
- 2013: Manhunt – Die Jagd auf Bin Laden (Manhunt: The Inside Story of the Hunt for Bin Laden)
- 2016: Life, Animated
- 2016: Abacus: Small Enough to Jail